# Volumepipet

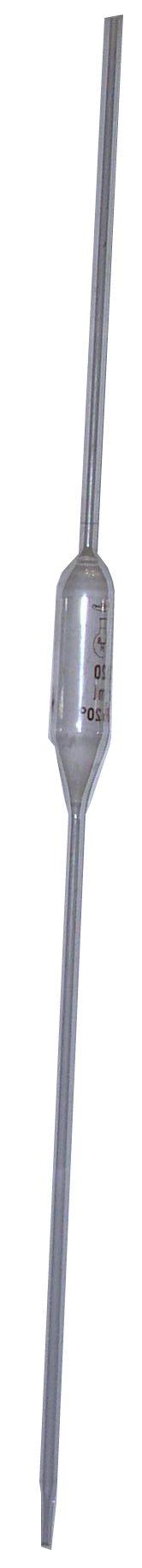
Volumepipet 20 ml

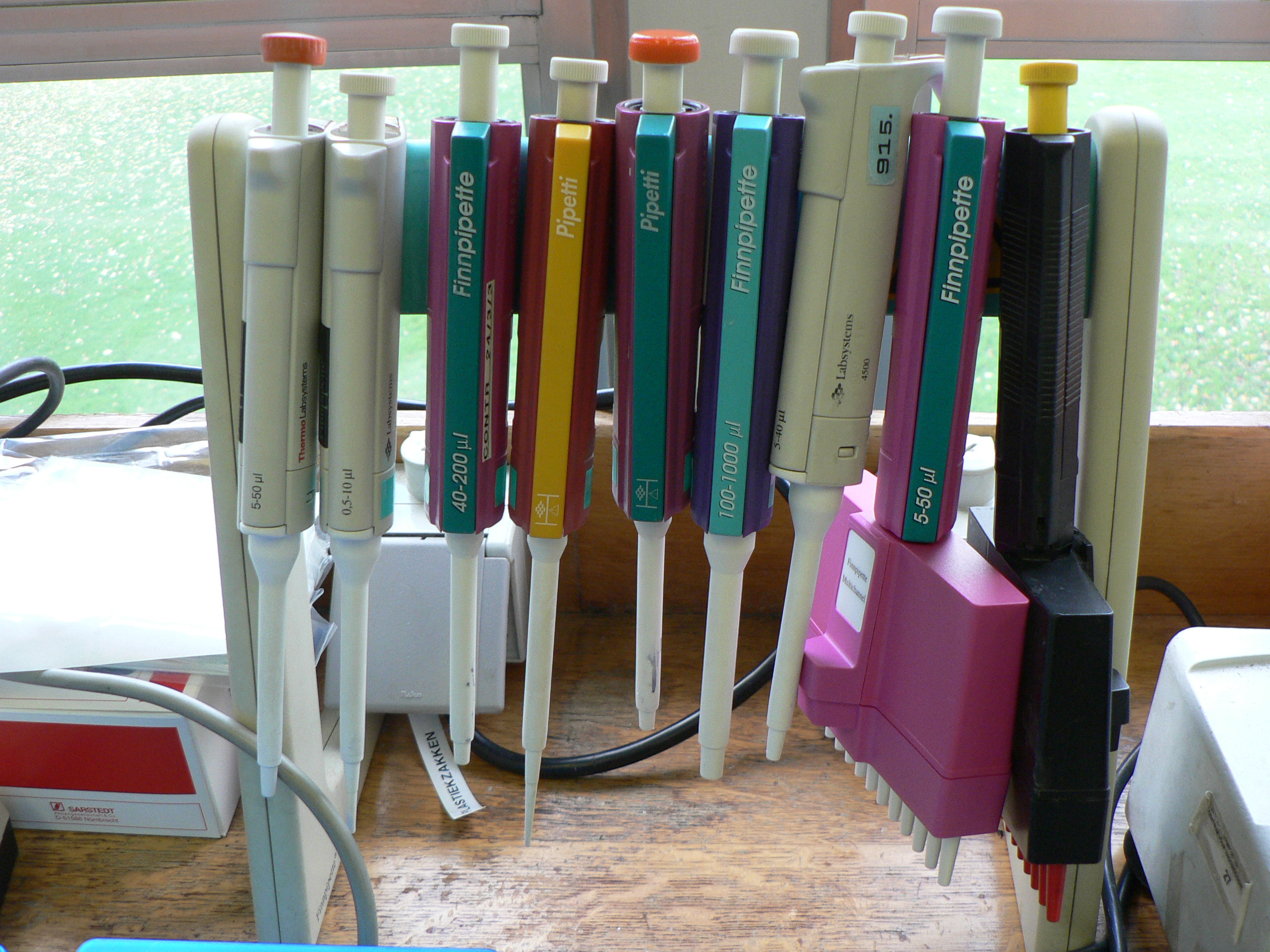
laboratoriumpipetten

Een volumepipet, in het spraakgebruik vaak tot volpipet afgekort, is een pipet waarmee een nauwkeurige hoeveelheid vloeistof afgepast kan worden. In het laboratorium wordt een pipet gebruikt bij allerhande kwantitatieve metingen. Een volpipet is meestal van glas, maar er zijn ook speciale kunststoffen pipetten waarmee variabele, kleine volumes afgemeten kunnen worden (bv. 10-1000 microliter). Hierbij wordt het instrument steeds versteld en wordt met plastic pipetpunten gewerkt. Het gehele afgemeten volume blijft in de pipetpunt, zodat het instrument zelf schoon blijft.

## Functie
In tegenstelling tot een maatkolf is de hoeveelheid vloeistof die in de pipet zit niet zeer nauwkeurig bepaald. Wat erg nauwkeurig bepaald is, is de hoeveel vloeistof die uit de pipet loopt bij standaard gebruik. Als men een pipet van 20 ml gebruikt om 20 ml van een waterige oplossing in een 100 ml maatkolf te laten stromen, kan men door aanvullen met zuiver water een nauwkeurige verdunning van 1:5 maken.

## Nauwkeurigheid
Op elke pipet staan het nominaal volume en de nauwkeurigheid vermeld. Voor een 20ml-pipet kan dit bijvoorbeeld 20,00 ± 0,05 ml zijn. Ook staat vermeld bij welke temperatuur de pipet moet worden gebruikt. Wanneer bij een afwijkende temperatuur moet worden gewerkt moet de pipet bij die temperatuur worden geijkt alvorens deze kan worden gebruikt. Verder is het verstandig om een pipet te ijken wanneer met vloeistoffen wordt gewerkt die een andere viscositeit of adhesie aan glas hebben dan water. Het is ook mogelijk om met een ijking van een enkel exemplaar een grotere nauwkeurigheid te halen dan aangegeven. 

## Soorten pipetten
Er zijn glazen volpipetten en maatpipetten, de eerste soort wordt gevuld tot het streepje (door de fabrikant geijkt) en hiermee kan dus maar een volume afgemeten worden. Maatpipetten hebben een schaalverdeling, waardoor het mogelijk is meerdere volumes af te meten.
De punt van een standaardpipet moet bij het uitlopen tegen de zijwand van het vat waar de oplossing in uitstroomt worden gehouden. 
Er zijn andere pipetten die niet in contact met een glasoppervlak, maar vrij in de lucht moeten uitlopen. Dit kan men zien aan de vorm van de punt. 
Wat het nauwkeurig afmeten van kleine volumes vloeistof betreft (5 microliter tot 5 milliliter) zijn er behalve de in de eerste alinea beschreven kunststof pipetten met verwisselbare pipetpunten ook zeer snelle, instelbare, semiautomatische pipetten te verkrijgen met andere plastic wegwerppunten. Deze worden veelvuldig gebruikt wanneer men tientallen tot honderden keren hetzelfde volume van een vloeistof moet afmeten. Het nadeel is dat deze repeteerpipetten iets minder nauwkeurig zijn.

## Gebruiksinstructies
Men moet altijd van tevoren vaststellen voor welke methode een pipet is gemaakt, aangezien verkeerd gebruik kan leiden tot verminderde nauwkeurigheid.
Een gewone glazen pipet gebruikt men als volgt: 
1. Men monteert allereerst een pipetteerballon (of propipet). Die gebruikt men om de vloeistof op te zuigen.
2. Vlak boven het dikke stuk in de pipet is een maatstreep aangebracht; men zuigt zoveel vloeistof op dat het niveau boven deze maatstreep uitkomt.
3. Daarna haalt men de punt van de pipet uit de op te zuigen vloeistof, veegt deze schoon met een droog vloeipapiertje, en houdt de punt onder een hoek van 45 graden tegen de droge zijwand van het glazen vat.
4. Men laat nu heel langzaam wat vloeistof uitlopen totdat de onderzijde van de meniscus precies gelijkstaat met de maatstreep.
5. Nu neemt men het vat weg, en plaatst de punt van de pipet tegen de droge zijwand van het vat waarin de oplossing moet worden uitgemeten. Zo laat men de vloeistof uitlopen.
6. Zonder schudden neemt men enkele seconden na het uitlopen de pipet weg.

Een kunststof pipet met plastic, verwisselbare pipetpunt gebruikt men als volgt:
1. Men pakt het pipet waarmee men de gekozen hoeveelheid vloeistof kan pipetteren (binnen het meetbereik)
2. Men draait aan het instelwiel tot de juiste hoeveelheid in het venster te lezen is.
3. Men drukt een pipetpunt op het pipet.
4. Men drukt de knop achterop in tot de eerste stop, houdt de punt in de vloeistof en laat de knop rustig terugveren. De vloeistof zit nu in de punt, controleer op luchtbelletjes.
5. Breng de vloeistof over in het gewenste vat door de knop achterop tot de tweede stop in te drukken.

Een repeteerpipet gebruikt met als volgt:
1. Men monteert de juiste pipetpunt, bij voorkeur een punt waarmee men ongeveer 10 keer de gewenste hoeveelheid vloeistof kan opzuigen.
2. Men stelt de pipet in op de juiste hoeveelheid vloeistof.
3. Men zuigt de gehele punt vol met vloeistof.
4. Men veegt de punt af en drukt eenmaal op het hendeltje om de eerste hoeveelheid vloeistof weg te laten lopen (in het afvalvat).
5. Nu is het pipet klaar voor pipetteren: Met elke druk op het hendeltje wordt de juiste hoeveelheid vloeistof afgemeten.

Pipetten worden bewaard staande in een zeep-oplossing die ervoor zorgt dat het glas vetvrij blijft.
Plastic pipetten met verwisselbare pipetpunten worden rechtop bewaard, bij voorkeur hangend in de schone droge omgeving. Dit is nodig om de pipetten droog en schoon te houden. De opgepipetteerde vloeistof komt immers niet in het instrument zelf. Pipetten van dit soort worden bij voorkeur regelmatig geijkt.